# Acroricnus japonicus
Acroricnus japonicus är en stekelart som beskrevs av Setsuya Momoi 1970. Acroricnus japonicus ingår i släktet Acroricnus och familjen brokparasitsteklar. Inga underarter finns listade i Catalogue of Life.